# Paříž–Nice 2018
76. ročník etapového cyklistického závodu Paříž–Nice se konal mezi 4. a 11. březnem 2018 ve Francii. Celkovým vítězem se stal Španěl Marc Soler z týmu Movistar Team. Na druhém a třetím místě se umístili Brit Simon Yates (Mitchelton–Scott) a Španěl Gorka Izagirre (Bahrain–Merida).

## Týmy
Závodu se účastnilo všech 18 UCI WorldTeamů společně se 4 UCI Professional Continental týmy. Každý z 22 týmů přijel se 7 jezdci, na start se celkem postavilo 154 jezdců. Do cíle v Nice dojelo 75 jezdců.
UCI WorldTeamy
- AG2R La Mondiale
- Astana
- Bahrain–Merida
- BMC Racing Team
- Bora–Hansgrohe
- EF Education First–Drapac p/b Cannondale
- Groupama–FDJ
- LottoNL–Jumbo
- Lotto–Soudal
- Mitchelton–Scott
- Movistar Team
- Quick-Step Floors
- Team Dimension Data
- Team Katusha–Alpecin
- Team Sky
- Team Sunweb
- Trek–Segafredo
- UAE Team Emirates

UCI Professional Continental týmy
- Cofidis
- Delko–Marseille Provence KTM
- Direct Énergie
- Fortuneo–Samsic

## Trasa a etapy
Trasa závodu byla odhalena 9. ledna 2018.
| Etapa         | Datum         | Trasa                         | Vzdálenost | Typ       | Typ                  | Vítěz                   |
| ------------- | ------------- | ----------------------------- | ---------- | --------- | -------------------- | ----------------------- |
| 1             | 4. března     | Chatou - Meudon               | 135 km     |           | Zvlněná etapa        | Arnaud Démare (FRA)     |
| 2             | 5. března     | Orsonville - Vierzon          | 187,5 km   |           | Rovinatá etapa       | Dylan Groenewegen (NLD) |
| 3             | 6. března     | Bourges - Châtel-Guyon        | 210 km     |           | Zvlněná etapa        | Jonathan Hivert (FRA)   |
| 4             | 7. března     | La Fouillouse - Saint-Étienne | 18,4 km    |           | Individuální časovka | Wout Poels (NED)        |
| 5             | 8. března     | Salon-de-Provence - Sisteron  | 165 km     |           | Rovinatá etapa       | Jérôme Cousin (FRA)     |
| 6             | 9. března     | Sisteron - Vence              | 198 km     |           | Středně těžká etapa  | Rudy Molard (FRA)       |
| 7             | 10. března    | Nice - Valdeblore La Colmiane | 175 km     |           | Horská etapa         | Simon Yates (GBR)       |
| 8             | 11. března    | Nice - Nice                   | 110 km     |           | Středně těžká etapa  | David de la Cruz (ESP)  |
| Celková délka | Celková délka | Celková délka                 | 1198,9 km  | 1198,9 km | 1198,9 km            | 1198,9 km               |

## Průběžné pořadí
| Etapa          | Vítěz             | Celkové pořadí    | Bodovací soutěž | Vrchařská soutěž    | Soutěž mladých jezdců | Soutěž týmů      |
| -------------- | ----------------- | ----------------- | --------------- | ------------------- | --------------------- | ---------------- |
| 1              | Arnaud Démare     | Arnaud Démare     | Arnaud Démare   | Pierre-Luc Périchon | Felix Großschartner   | Bahrain–Merida   |
| 2              | Dylan Groenewegen | Arnaud Démare     | Arnaud Démare   | Pierre-Luc Périchon | Marc Soler            | Bahrain–Merida   |
| 3              | Jonathan Hivert   | Luis León Sánchez | Arnaud Démare   | Pierre-Luc Périchon | Felix Großschartner   | Bahrain–Merida   |
| 4              | Wout Poels        | Luis León Sánchez | Arnaud Démare   | Pierre-Luc Périchon | Marc Soler            | Team Sky         |
| 5              | Jérôme Cousin     | Luis León Sánchez | Arnaud Démare   | Jérôme Cousin       | Marc Soler            | Team Sky         |
| 6              | Rudy Molard       | Luis León Sánchez | Arnaud Démare   | Fabien Grellier     | Marc Soler            | Mitchelton–Scott |
| 7              | Simon Yates       | Simon Yates       | Tim Wellens     | Thomas De Gendt     | Marc Soler            | Mitchelton–Scott |
| 8              | David de la Cruz  | Marc Soler        | Tim Wellens     | Thomas De Gendt     | Marc Soler            | Bahrain–Merida   |
| Konečné pořadí | Konečné pořadí    | Marc Soler        | Tim Wellens     | Thomas De Gendt     | Marc Soler            | Bahrain–Merida   |

## Konečné pořadí
| Legenda | Legenda                           | Legenda | Legenda                                 |
| ------- | --------------------------------- | ------- | --------------------------------------- |
|         | Označuje vítěze celkového pořadí. |         | Označuje vítěze soutěže mladých jezdců. |
|         | Označuje vítěze bodovací soutěže. |         | Označuje vítěze vrchařské soutěže.      |

### Celkové pořadí
| Pořadí | Jezdec              | Tým              | Čas         |
| ------ | ------------------- | ---------------- | ----------- |
| 1      | Marc Soler          | Movistar Team    | 30h 22’ 41” |
| 2      | Simon Yates         | Mitchelton–Scott | + 4”        |
| 3      | Gorka Izagirre      | Bahrain–Merida   | + 14”       |
| 4      | Jon Izagirre        | Bahrain–Merida   | + 16”       |
| 5      | Tim Wellens         | Lotto–Soudal     | + 16”       |
| 6      | Dylan Teuns         | BMC Racing Team  | + 32”       |
| 7      | Patrick Konrad      | Bora–Hansgrohe   | + 44”       |
| 8      | Alexis Vuillermoz   | AG2R La Mondiale | + 1’ 54”    |
| 9      | David de la Cruz    | Team Sky         | + 2’ 15”    |
| 10     | Felix Großschartner | Bora–Hansgrohe   | + 2’ 35”    |

### Bodovací soutěž
| Pořadí | Jezdec             | Tým               | Body |
| ------ | ------------------ | ----------------- | ---- |
| 1      | Tim Wellens        | Lotto–Soudal      | 37   |
| 2      | Gorka Izagirre     | Bahrain–Merida    | 31   |
| 3      | Julian Alaphilippe | Quick-Step Floors | 28   |
| 4      | Marc Soler         | Movistar Team     | 27   |
| 5      | Simon Yates        | Mitchelton–Scott  | 24   |
| 6      | Dylan Teuns        | BMC Racing Team   | 24   |
| 7      | Luis León Sánchez  | Astana            | 24   |
| 8      | Patrick Konrad     | Bora–Hansgrohe    | 20   |
| 9      | Jon Izagirre       | Bahrain–Merida    | 17   |
| 10     | David de la Cruz   | Team Sky          | 16   |

### Vrchařská soutěž
| Pořadí | Jezdec             | Tým               | Body |
| ------ | ------------------ | ----------------- | ---- |
| 1      | Thomas De Gendt    | Lotto–Soudal      | 69   |
| 2      | Omar Fraile        | Astana            | 37   |
| 3      | Simon Yates        | Mitchelton–Scott  | 21   |
| 4      | Marc Soler         | Movistar Team     | 21   |
| 5      | David de la Cruz   | Team Sky          | 18   |
| 6      | Jon Izagirre       | Bahrain–Merida    | 14   |
| 7      | Nicolas Edet       | Cofidis           | 14   |
| 8      | Amaël Moinard      | Fortuneo–Samsic   | 14   |
| 9      | Tony Gallopin      | AG2R La Mondiale  | 13   |
| 10     | Julian Alaphilippe | Quick-Step Floors | 12   |

### Soutěž mladých jezdců
| Pořadí | Jezdec              | Tým                 | Čas          |
| ------ | ------------------- | ------------------- | ------------ |
| 1      | Marc Soler          | Movistar Team       | 30h 22’ 41”  |
| 2      | Felix Großschartner | Bora–Hansgrohe      | + 2’ 35”     |
| 3      | Richard Carapaz     | Movistar Team       | + 3’ 47”     |
| 4      | Sam Oomen           | Team Sunweb         | + 5’ 03”     |
| 5      | Magnus Cort Nielsen | Astana              | + 52’ 49”    |
| 6      | Héctor Carretero    | Movistar Team       | + 1h 04’ 59” |
| 7      | Iván García Cortina | Bahrain–Merida      | + 1h 08’ 41” |
| 8      | Thomas Boudat       | Direct Énergie      | + 1h 16’ 06” |
| 9      | Ryan Gibbons        | Team Dimension Data | + 1h 22’ 21” |

### Soutěž týmů
| Pořadí | Tým               | Čas          |
| ------ | ----------------- | ------------ |
| 1      | Bahrain–Merida    | 91h 31’ 07”  |
| 2      | Astana            | + 4’ 23”     |
| 3      | Mitchelton–Scott  | + 6’ 14”     |
| 4      | AG2R La Mondiale  | + 6’ 29”     |
| 5      | Bora–Hansgrohe    | + 9’ 28”     |
| 6      | Team Sky          | + 10’ 40”    |
| 7      | Movistar Team     | + 12’ 55”    |
| 8      | BMC Racing Team   | + 33’ 26”    |
| 9      | Quick-Step Floors | + 1h 14’ 56” |
| 10     | Cofidis           | + 1h 15’ 24” |